# 게르니카 폭격

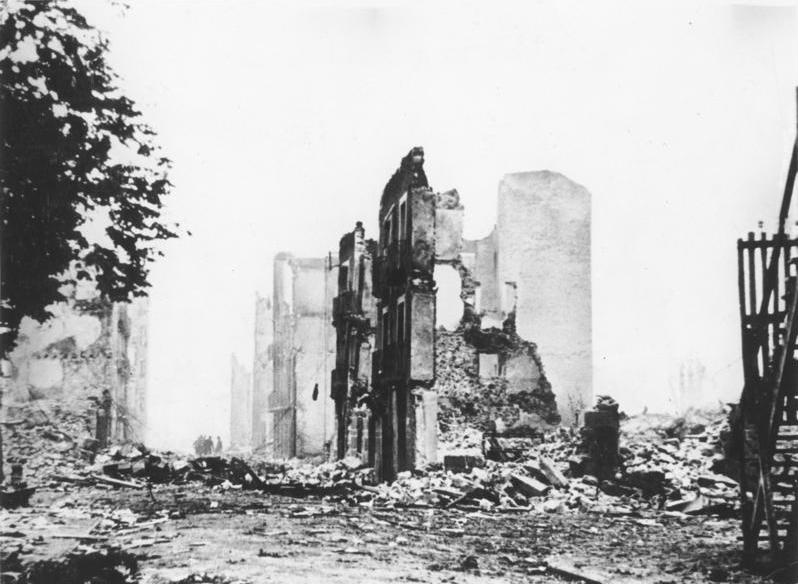
나치 독일의 폭격으로 폐허가 된 게르니카

게르니카 폭격(스페인어: Bombardeo de Guernica)은 1937년 4월 26일 스페인 내전 당시 공화파의 세력권에 있던 바스크 지방의 소도시 게르니카가 나치 독일의 콘도르 군단 폭격부대의 폭격을 받은 사건으로, 1654명의 사망자와 889명의 부상자가 발생했던 참사였다. 이 폭격 사건의 주된 목적은 독일의 폭탄과 전투기의 성능 시험 및 다리의 파괴로, 이 비극에 분노한 피카소가 대작 《게르니카》를 그렸다.

## 게르니카

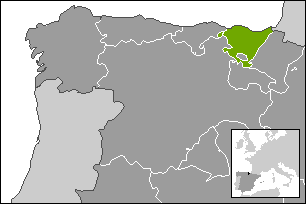
바스크 지방의 지도

게르니카는 스페인 바스크 지방에 있는 마을로서 1983년 이후로 게르니카-루모로 통칭되고 있다. 악명 높은 비행 폭격 사고를 겪은 뒤에 그 참상을 다룬 곳으로 가장 주목받는 곳 중 하나이다. 오래전부터 게르니카는 참나무의 고장으로 불렸으며 전쟁 중에 오래전부터 보존되던 거목이 파괴되는 사건이 나기도 했다.

### 군사상황
스페인 제2공화국에 대항하여 국민파는 7월 쿠데타를 벌였고, 이후로는 스페인 내전이 벌어지고 있었다. 이때 바스크 자치정부는 바스크 민족주의로 인해 따로 지정되어 있으므로 단독 군 통제권을 갖고 있었다. 하지만 바스크에서는 국민파 세력과 공화파 세력 간 다툼이 가장 큰 도시인 빌바오를 중심으로 산재하고 있었다. 빌바오는 당시 스페인 북부의 전쟁 발발 기운을 가져올 위험이 있었으므로 비스케이 만 북동부 지역을 중심으로 위기감은 이미 고조되고 있었다.
독일이 국민파를 지원하기 위해 파견한 콘도르 군단의 공격으로 게르니카는 전쟁의 상흔을 직격탄으로 겪어야 했으며 게르니카의 동쪽 바로 앞에서부터 23개의 대대가 주둔하고 2개의 육군 대대가 있었지만 바스크 내에는 훈련된 공군이 없었다. 그리고 자치정부는 독일군의 군 병력이 올 것이라는 예상을 하지 못하고 있었다.

## 기습공격
콘도르 군단은 국민파 세력을 지원하기 위해 독일이 특별히 선발한 군단이었으며 독일은 스페인이 아닌 자국이 군단의 직접 명령권을 갖도록 했다.

### 수행 계획
게르니카 폭격에 대해서 대중의 궁금증은 여러모로 풀리지 않은 상태였다. 이는 1970년대에 이르러 직접 폭격 사건 및 학살에 참가한 수행자 혹은 참가자들의 기록이 공개되면서 대중에 알려지게 됐다. 기록은 게르니카 공격이 국민파 세력의 공격에 전폭적으로 가담하려 했으며 이미 계획 단계서부터 독일군 병력을 엄호하는 25개의 사단으로 구성됐음을 폭로했다.
바스크의 빌바오와 인근 지방이 전략적 요충지임을 파악한 독일군은 공화군의 침투를 제지하고자 인근의 교가와 길을 모두 차단했다. 첫 번째 목표는 다리의 파괴였으며 관련 군세력의 결집을 방해하는 데 결정적 영향을 끼친 요인으로 분석되기도 한다. 폭격이 진행되는 동안 다리의 복원이 제한되는 한편 파편을 모아 수리하기도 사실상 불가능했다.
이를 위해 도르니에사가 개발한 Dornier Do 17, 하인켈 111 2기, 융커스 3발 단엽기(Junkers Ju 52) 18기 등의 무기가 동원됐다. 대개 250kg의 고성능 폭발물, 50kg의 경비행기용 폭발물, 1kg의 소이탄 등이 탑재됐다. 총 24대의 폭격기가 게르니카 상공에 출현했으며 총 폭발물은 24톤에 이른 것으로 추정된다.

### 진격군
1차 진격군은 1630시간 동안 게르니카 인근을 정찰했다. 도르니에 17은 남쪽에서 출현하여 약 12개의 50kg짜리 폭탄을 투하했다.
이탈리아 공군의 수송/폭격기이던 SM.79 세 기가 소리아에서 출현해 게르니카 동쪽 부근의 길과 다리 부근을 순찰했다. 2차 공격군으로 출현한 SM기는 직격폭탄을 떨어뜨리지는 않는 듯했으나 남북으로 게르니카 인근을 돌면서 1분 간격으로 36개의 폭발물(50kg)을 투하했다. 이때 폭탄은 상대적으로 일부 건물에만 집중되어 산후안 교회, 공화파 정부의 당사 인근으로 향했다.
3차 공격 때 하인켈 기가 코라도 리시의 지휘 아래 나타났다. 이탈리아 공군의 레지나 아에로노띠까 5기가 뒤를 따랐다.

### 연속 공격
4월 26일 정오 즈음, 콘도르 군단의 유 52기들이 게르니카 지방 공격을 수행했다. 이후에 잠시 착륙하여 신무기를 장착한 뒤 폭격을 강화하기 위해 이륙했다. 북에서 남쪽 방향으로 향하면서 비스케이 만까지 정찰했다.
1, 2차 공군공격대대가 하늘에 나타나는 한편 부르고스에서 출발한 비행군이 나타나기 시작했다. 뤼초우 군단의 Bf 109B가 명령을 받아 피앗 전투기를 엄호했다.
3기의 폭격 중대가 1803~1845 방향으로 출현했으며 150m 정도 앞에서 공격 구도를 이어갔다. 동시에 15분 후에 폭발 진격군이 출현하여 하인켈 51기 두 기가 나타나면서 시민들의 피해가 속출했다.

### 결과

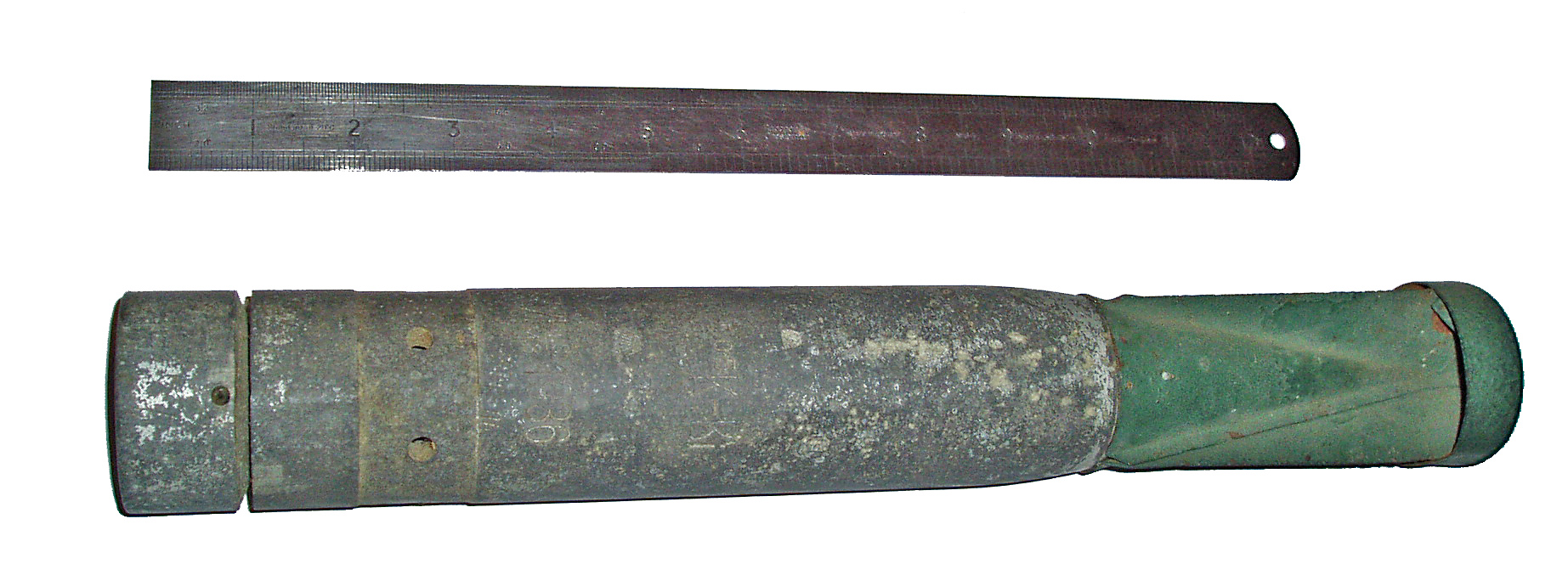
1936년 독일공군의 1kg급 폭탄

폭격 공격으로 게르니카 일대 대다수가 엄청난 공황 사태에 빠졌으며 전체 건물의 4분의 3 정도가 파괴되어 피해를 입었다. 주요 무기고였던 운세타 사와 타예레스 데 게르니카, 공화당의 주청사였던 카사 데 준타스 등도 파괴됐다.
하지만 공격군이 목표했던 다리 파괴는 거의 이뤄지지 않아 사실상 그 목표가 이뤄졌다고 보기는 어려웠다. 건물 파괴로 수많은 파편이 생겨나기는 했지만 공화당 관련 군의 움직임은 절대적인 어려움에 빠졌다.

## 사상자
시민 사상자 수는 자료에 따라 천차만별이기에 현재도 논란 대상이다. 국민파 계열의 군이 3일 후 다시 게르니카에 진격했지만 사상자 수를 파악하려는 시도는 거의 이뤄지지 못했다. 바스크 자치정부는 당시 전체 사망자가 1,654명, 부상자는 889명인 것으로 발표했다. 이 수치는 스페인 내전과 게르니카 학살을 다룬 문학 작품에서도 많이 등장한다.
파시스트측은 공화주의자들이 게르니카를 떠나면서 방화를 저질렀다고 주장하면서 잘못된 설명을 늘어놓기도 했으며 실제로 국민당 측은 실제적으로 피해 상황 수습에 나서지 못했다는 평을 받는다. 한편 프랑코의 어용지였던 아리바 신문에서는 1970년 1월 30일 게르니카 폭격 사건의 희생자가 12명에 불과했다는 얼토당토한 발표를 했다.

## 같이 보기
- 뮌헨 공습 - 6천여 명 사망
- 드레스덴 폭격 - 2만 5천여 명 사망
- 충칭 대공습 - 1만여 명 사망
- 바르샤바 공습 - 2만여 명 사망
- 영국 대공습 - 4만여 명 이상 사망
- 게르니카 (그림)
- 게르니카 (도시)